# Al-Kantara
Al-Kantara, Kantara, Al-Qantara, (arab. القنطرة, most) – miasto w północno-wschodnim Egipcie, port nad Kanałem Sueskim, położone ok. 40 km na północ od Ismailii i ok. 82 km na południe od Port Saidu. Administracyjnie należy do muhafazy Ismailia.
Węzeł drogowy i kolejowy (trasa Ismailia – Port Said oraz trasa do Arisz wybudowana w 1916 roku).
W mieście ustanowiono cmentarz wojskowy poległych w I i II wojnie światowej, na którym pochowano także polskich żołnierzy.